# Seladerma sabbas
Seladerma sabbas är en stekelart som först beskrevs av Walker 1848.  Seladerma sabbas ingår i släktet Seladerma och familjen puppglanssteklar. Arten är reproducerande i Sverige. Inga underarter finns listade i Catalogue of Life.